# アドリアーノ・ネヴェス・ペレイラ
アドリアーノ・シュヴァ（Adriano Chuva）ことアドリアーノ・ネヴェス・ペレイラ（ポルトガル語: Adriano Neves Pereira、1979年5月24日 - ）は、ブラジルのサッカー選手。ポジションはFW。
Kリーグ時代の登録名はシュヴァ（ハングル: 슈바）。

## クラブ歴
ユース時代を過ごしたECジュベントゥージで選手デビューして以後、ジャーニーマンとして主に国内の多くのクラブを渡り歩いた。
2005年にサウジ・プロフェッショナルリーグのアル・ナスルからKリーグの大田シチズンに移籍すると同クラブでKリーグアシスト王となった。翌年再びフォルタレーザECから大田シチズンに加入するとその後は全南ドラゴンズ、浦項スティーラース、光州FCと韓国のクラブを渡り歩き、カノアスSCでブラジルに復帰した。

## エピソード
「シュヴァ」の愛称は彼の母親が彼の幼い時につけたものである。親族に同じ「アドリアーノ」の名前がいたためにこの愛称となった。

## タイトル

### クラブ
ジュベントゥージ
- カンピオナート・ガウショ：1998

アトレチコ・ミネイロ
- カンピオナート・ミネイロ：1999

クルゼイロ
- コパ・スル＝ミナス：2001

スポルチ
- カンピオナート・ペルナンブカーノ：2003

フォルタレーザ
- カンピオナート・セアレンセ：2007[3]

### 個人
- Kリーグアシスト王：2006